# Pühajärv
A Pühajärv egy tó Észtországban, Valga megyében Otepää község területén.

## Földrajz
A 208 hektáron elterülő tó medre legmélyebb pontján 8,5 méter mély. Átlagos mélysége 4,3 méter.

## Élővilága
A tóban a következő halfajok élnek: compó, vörösszárnyú keszeg, csuka, bodorka, csapósügér, fogassüllő, menyhal, széles kárász, európai angolna, valamint vágó durbincs.

## A tó a kultúrában
Konrad Mägi észt festő 1918–1920 közt festette Pühajärvi című olaj-vászon festményét.

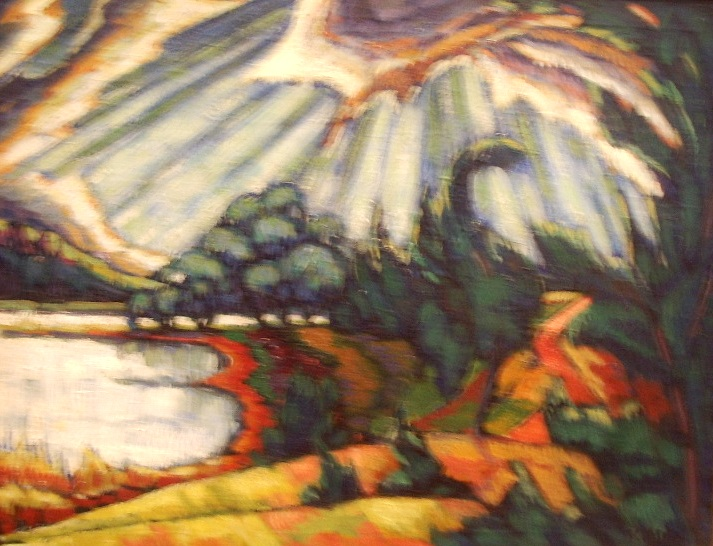
Konrad Mägi Pühajärv című festménye

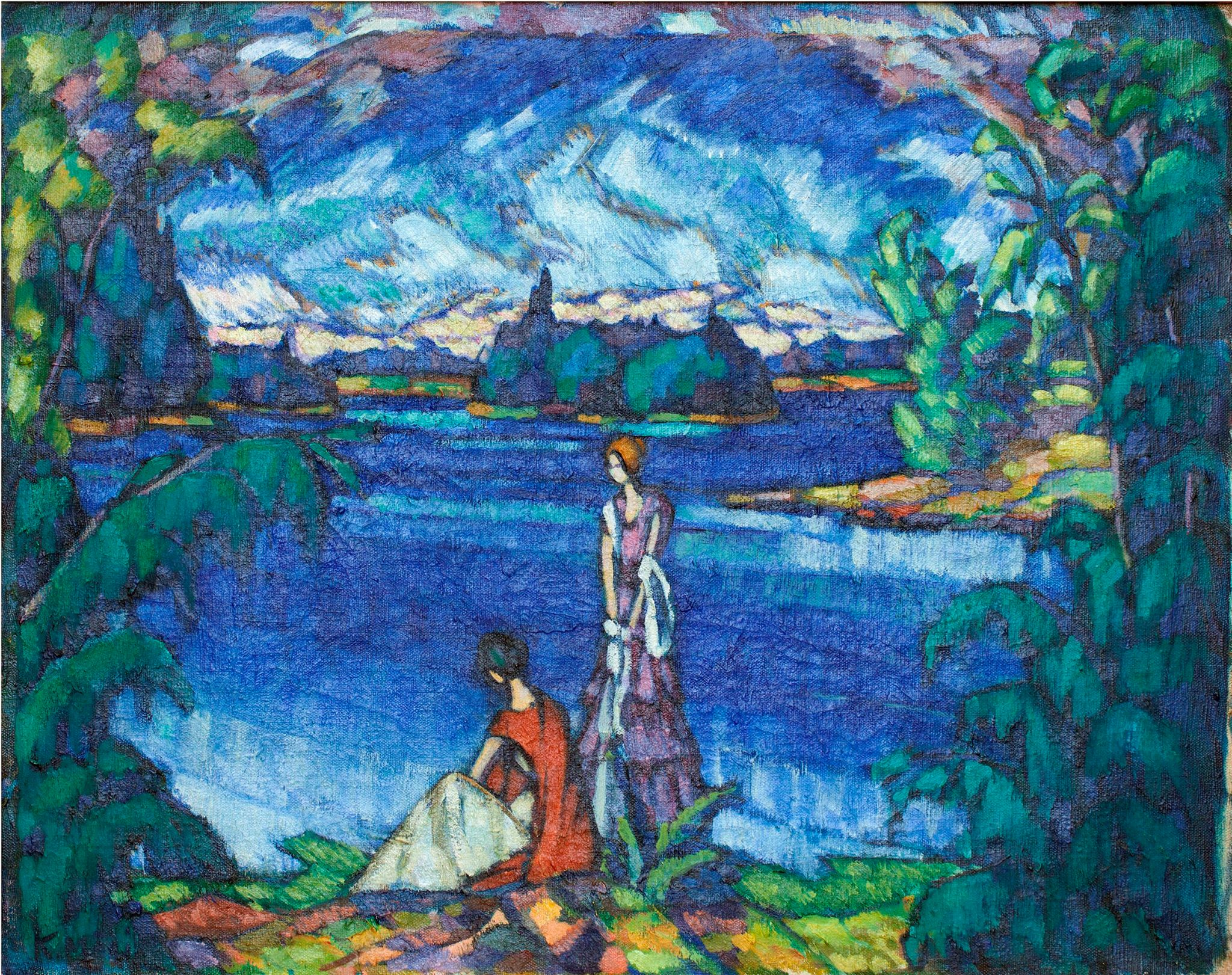
Konrad Mägi: Pühajärve maastik című képe

## Fordítás
Ez a szócikk részben vagy egészben  a   Pühajärv című észt Wikipédia-szócikk ezen változatának fordításán alapul.  Az eredeti cikk szerkesztőit annak laptörténete sorolja fel. Ez a jelzés csupán a megfogalmazás eredetét és a szerzői jogokat jelzi, nem szolgál a cikkben szereplő információk forrásmegjelöléseként.